# Mag Tuired

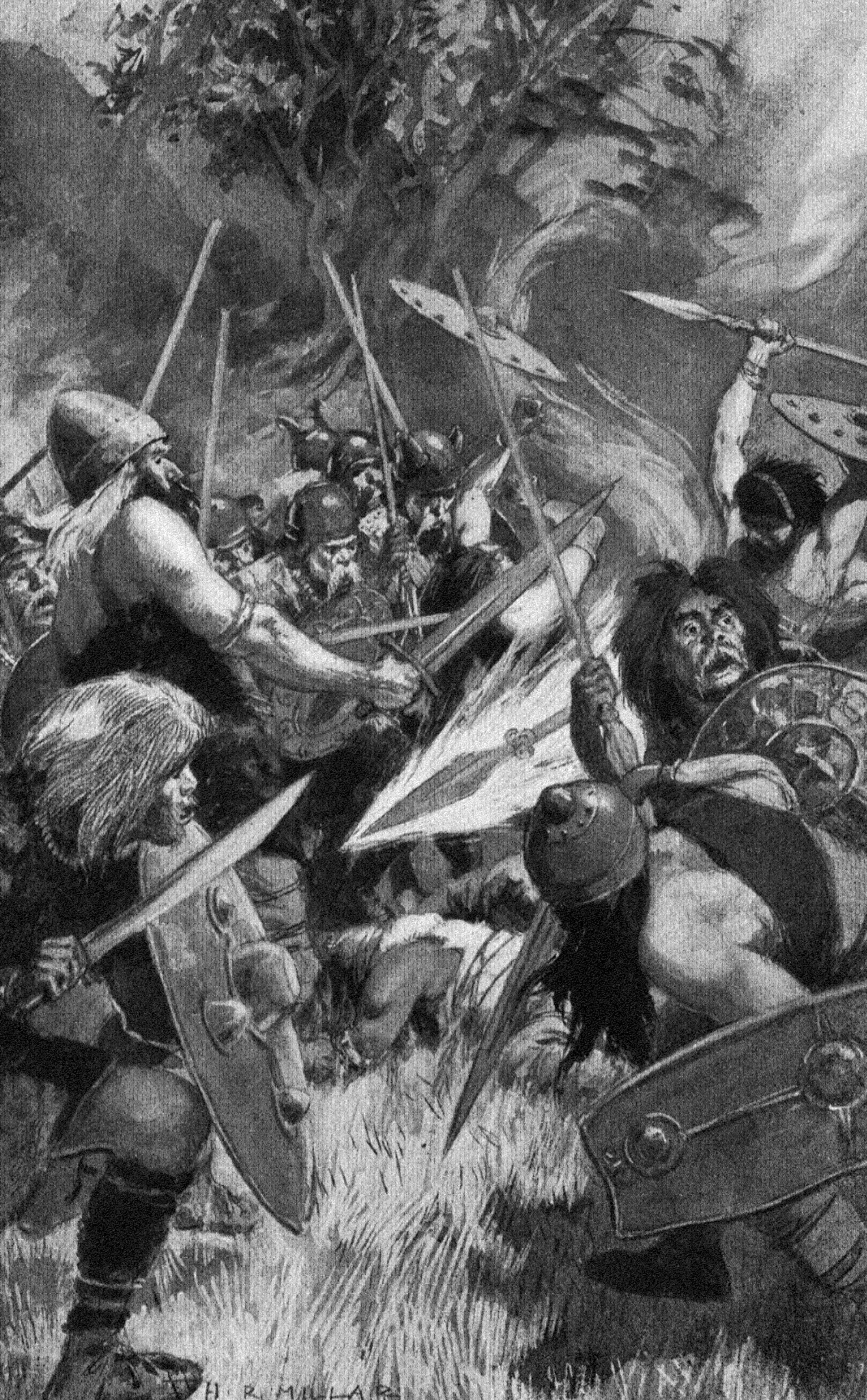
Lughs magischer Speer

Mag Tuired [ˈmaɣ ˈturˠeð], auch Mag Tured, neuirisch  Maigh Tuireadh („Feld der Säulen“, „Feld der Türme“) sind in der Irischen Mythologie zwei Orte in Connacht, an denen die Schlachten stattgefunden haben, die in den beiden Sagen Cath Maige Tuired [kaθ ˈmaɣe ˈturˠeð] („Schlacht von Mag Tuired“) und im Lebor Gabála Érenn beschrieben werden. Die anglisierte Form des Namens ist Moytura oder Moytirra.

## Lokalisierung
Cong im County Mayo an der Grenze zum County Galway ist der Austragungsort der ersten (An Chéad Cath Maighe Tuireadh) und Lough Arrow im County Sligo der zweiten Schlacht von Mag Tuired (An Dara Cath Maighe Tuireadh).

## Die erste Schlacht von Mag Tuired

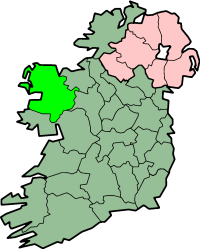
County Mayo

Am 1. Mai, zum späteren Fest Beltane, kommen die Túatha Dé Danann nach Irland. Sie landen in der Provinz Connacht. Durch den Schutz ihrer magischen fíth-fáth-Wolken, die drei Tage lang die Sonne mit Dunkelheit bedecken, werden sie von den einheimischen Firbolg nicht sofort bemerkt.
Kaum angekommen, verlangen sie von den Firbolg, sich zu ergeben und sie als Herrscher von halb Irland anzuerkennen, oder zu kämpfen. In einer neueren Erzählung wird der Firbolg Sreng ausgesandt, sich vorerst allein gegen die Invasoren zu stellen. Die Firbolg kämpfen letztlich doch gegen die Invasoren in einer Schlacht, die als die Schlacht vom südlichen Mag Tuired, auch erste Schlacht bezeichnet wird. Einige Túatha Dé Danann fallen, aber sie gewinnen diesen Kampf und tausende Firbolg werden getötet, darunter ihr letzter König Eochaid mac Eirc. Aber in der Schlacht verliert König Nuada seinen rechten Arm durch einen Schwerthieb Srengs und muss deswegen sein Amt niederlegen. Die geschlagenen Firbolg entscheiden sich, entlegene Wohnsitze in Connacht und Leinster einzunehmen.

## Die zweite Schlacht von Mag Tuired

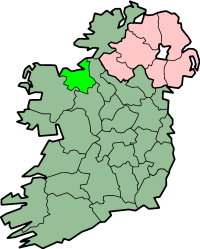
County Sligo

Die nächsten sieben Jahre ist Bress König der Túatha, während Dian Cecht und Credne für Nuada einen silbernen Arm herstellen. Aber erst als Dian Cechts Sohn Miach mit Hilfe seiner Schwester Airmed Nuada einen neuen Arm wachsen lassen kann, herrscht er wieder. Der an seinem Königssitz eintreffende Lugh ist jedoch in allen Fertigkeiten so überlegen, dass ihm Nuada freiwillig die Königswürde überlässt.
Die Schlacht vom nördlichen Mag Tuired, auch zweite oder große Schlacht genannt, führen die Túatha Dé Danann gegen die mit den Firbolg verbündeten Fomori. Der Hofzauberer, der Mundschenk und der Druide sichern Lugh ihre magische Unterstützung zu. Doch vorher geht der Dagda mit den Worten „Das alles kann ich auch!“ ins Lager der Gegner. Er wird dort gezwungen, einen riesigen Erd-Kessel allein leer zu essen. Sein Versuch, die Tochter des Fomori-Königs Indech zu beschlafen, schlägt fehl und sie verprügelt ihn stattdessen. Vor dem Beginn des Kampfes tanzt Lugh auf einem Bein und mit einem geschlossenen Auge um das feindliche Heer. Dies ist die traditionelle Form des glám dícenn, der rituellen Verfluchung. In der nun folgenden Schlacht stirbt Nuada durch den Bösen Blick des Balor. Lugh tötet Balor, der sein Großvater ist, mit einem Stein, den er ihm durch das Auge in den Schädel schleudert (in einer anderen Version ist es ein magischer Speer). Auch der „Vater der Fomori“, Tethra, ist unter den Toten. In einer Version der Sage fallen bei den Túatha De Danann auch noch Ogma (durch Indech mac Dé Domnann), Macha und sogar der Dagda. Der Sohn Indechs, Octriallach, schüttet nach der Schlacht die Heilquelle Dian Cechts zu. Der zu den Fomori übergelaufene Bress wird am Leben gelassen, muss dafür aber das Geheimnis verraten, welcher Wochentag der Günstigste für alle Feldarbeiten ist (es ist der Dienstag).